# War Horse (opera teatrale)
War Horse è un'opera teatrale del 2007 tratta dall'omonimo romanzo di Michael Morpurgo e adattata per la scena da Nick Stafford.
Il dramma ha suscitato reazioni molto positive sia nei critici che nel pubblico e lo spettacolo ha ricevuto numerosi apprezzamenti soprattutto per quanto riguarda l'utilizzo di burattini per ricreare i numerosi animali che popolano War Horse. Lo spettacolo è rimasto in scena a Broadway per quasi tre anni ed un totale di 718 repliche, oltre ad essersi aggiudicato cinque prestigiosi Tony Awards tra cui quello per la migliore nuova opera teatrale nel 2011; facevano parte del cast originale Seth Numrich nel ruolo di Albert e Matt Doyle in quello di Billy.
War Horse ha avuto altrettanto successo a Londra, dove è costantemente in scena dall'ottobre del 2007, ed il lavoro dei burattinai è stato premiato con il Laurence Olivier Award, l'Evening Standard Theatre Award e London Critics' Circle Theatre Award. Altre produzioni di successo sono andate in scena in Australia, nei Paesi Bassi, in Germania, in Canada e in Sud Africa.

## Trama
Il giovane Albert Narracott ha cresciuto ed addestrato personalmente il bizzoso cavallo Joey, fino ad instaurare un rapporto intimo e profondo con l'animale. Ma il rapporto tra i due è bruscamente interrotto dallo scoppio della prima guerra mondiale e il cavallo viene requisito dall'esercito. Per ritrovare il suo cavallo, Albert non esiterà ad arruolarsi e prima di riabbracciare Joey sarà costretto ad affrontare tutti gli orrori della guerra.